# Fixsenia albobsoleta
Fixsenia albobsoleta är en fjärilsart som beskrevs av Ruggero Verity 1946. Fixsenia albobsoleta ingår i släktet Fixsenia och familjen juvelvingar. Inga underarter finns listade i Catalogue of Life.